# Gerardo Acosta
Gerardo Acosta (Montevideo, Uruguay, 22 de febrero de 1984) es un futbolista uruguayo que se desempeña como defensor lateral derecho y actualmente juega en el Club Sportivo Cerrito de la Segunda División Profesional en Uruguay.

## Equipos
| Club                                   | País      | Año              |
| -------------------------------------- | --------- | ---------------- |
| Sportivo Cerrito                       | Uruguay   | 2005-2007        |
| Nacional                               | Uruguay   | 2007-2008        |
| Bella Vista                            | Uruguay   | 2009             |
| CA Fénix                               | Uruguay   | 2009-2010        |
| San Martín de San Juan                 | Argentina | 2010-2011        |
| Patronato de Paraná                    | Argentina | 2012-2013        |
| Sportivo Belgrano                      | Argentina | 2013-2013        |
| Club Social y Deportivo Villa Española | Uruguay   | 2013             |
| Sportivo Cerrito                       | Uruguay   | 2016-Actualmente |